# Музей фотографії (Берлін)
Музей Фотографії в Берліні (нім. Museum für Fotografie) — музей, що входить в систему Державних музеїв Берліна, філіал Бібліотеки мистецтв. Музей розміщується у колишній будівлі казіно Ландвера на вулиці Йєбенсштрассе (нім. Jebensstraße) навпроти станції Zoologischer Garten у районі Шарлоттенбург. Відкритий у 2004 році.
Паралельно у музеї базуються дві інституції: Фонд  Гельмута Ньютона та Колекція фотографій Художньої бібліотеки.
Фонд заснував сам фешн-фотограф незадовго до своєї смерті та підписав контракт з Фондом прусської культурної спадщини, завдяки якому відбуваються постійні експозиції робіт Ньютона з колекцію 500 його робіт, що передані на постійне зберігання до музею.
Крім того, в музеї можна подивитися роботи Грега Гормана, Еліс Спрінгс і Франсуа-Марі Баньє.